# Lux.TV
Lux.TV 4K — общенациональный, государственный круглосуточный телеканал Узбекистана с универсальной тематикой, входящий в НТРК Узбекистана. Вещает в сверхвысокой чёткости 4K, является первым телеканалом с высокой чёткостью 4К на территории Средней Азии и всего постсоветского пространства. Вещание телеканала началось 1 сентября 2018 года, и было приурочено ко дню независимости Узбекистана.
Телеканал был создан в рамках государственной программы по внедрению цифрового телевидения, со стороны НТРК Узбекистана совместно с Министерством по развитию информационных технологий и коммуникаций Республики Узбекистан.
Lux.TV описывает себя — как «телеканал, предназначенный для психологической разгрузки и хорошего настроения, чтобы зритель смог отдохнуть и расслабиться». 
Телеканал не имеет возрастных ограничений, и будет вещать передачи и программы посвящённые искусству, культуре, туризму, красоте и моде, природе, а также узбекской культуре.